# 알프레두 루이스 다 코스타

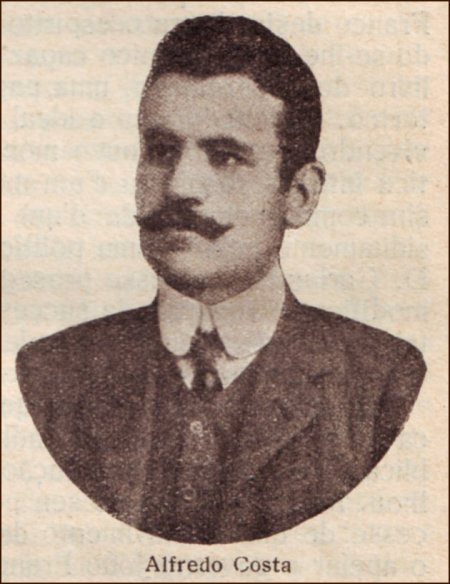
알프레두 루이스 다 코스타

알프레두 루이스 다 코스타(포르투갈어: Alfredo Luís da Costa, 1883년 11월 24일 ~ 1908년 2월 1일)는 포르투갈의 공화주의자, 언론인이다.

## 생애
알렌테주 지방의 카스트루베르드(Castro Verde)에 위치한 카제벨(Casével) 마을에서 소규모 농장을 경영하던 마누엘 루이스 다 코스타(Manuel Luís da Costa)와 마리아 주앙 다 코스타(Maria João da Costa) 부부의 아들로 태어났다. 어린 시절에는 리스본 상업 노동자 협회(Associação dos Empregados do Comércio de Lisboa)의 회원으로 활동하던 삼촌과 함께 리스본을 여행하기도 했다.
1908년 1월 28일에는 리스본에 위치한 시립 도서관 엘리베이터에서 공화주의 단체들과 함께 주앙 프랑쿠(João Franco) 총리에 반대하는 쿠데타를 시도했지만 정부군의 방해로 인해 무산되고 만다. 이 과정에서 쿠데타를 시도하던 공화주의 인사들이 경찰에 의해 체포되었는데 알프레두 루이스 다 코스타와 마누엘 부이사는 현장을 탈출했기 때문에 체포되지 않았다.
1908년 2월 1일 포르투갈의 카를루스 국왕과 그의 일가족(왕비 아멜리 도를레앙, 장남 루이스 필리프 드 포르투갈 왕세자, 차남 마누엘 2세 왕자) 일행이 리스본에 위치한 코메르시우 광장에서 마차를 타고 행차하던 도중에 마누엘 부이사와 함께 카를루스 국왕과 루이스 필리프 드 포르투갈 왕세자를 권총으로 저격하여 암살했다. 알프레두 루이스 다 코스타와 마누엘 부이사는 현장에 있던 경찰이 쏜 권총에 맞아 사망했다.

## 사진

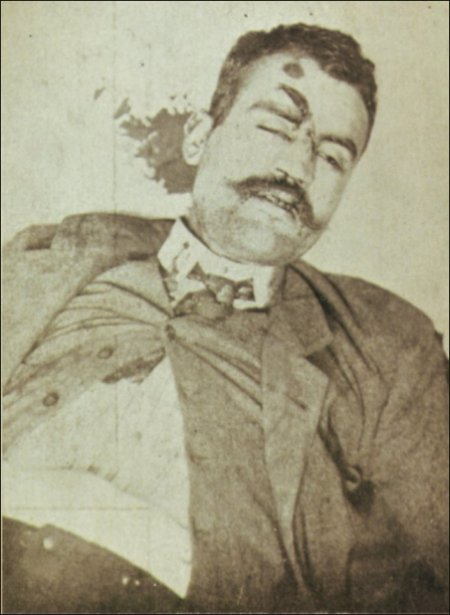
현장에 있던 경찰에 의해 사살된 알프레두 루이스 다 코스타
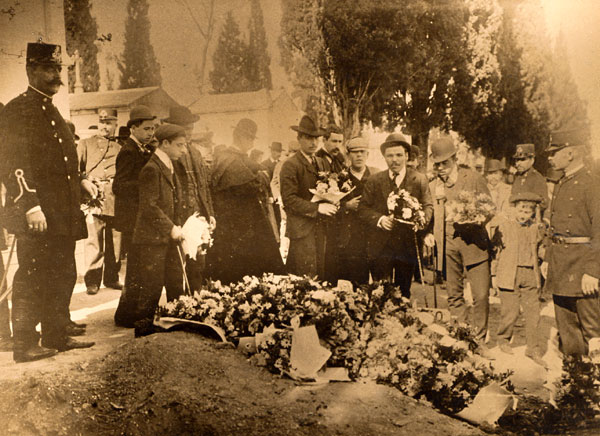
알프레두 루이스 다 코스타와 마누엘 부이사의 무덤에 헌화하는 조문객들 (1908년 8월 촬영)